# Mistrzostwa Europy w Lekkoatletyce 1946 – rzut dyskiem kobiet

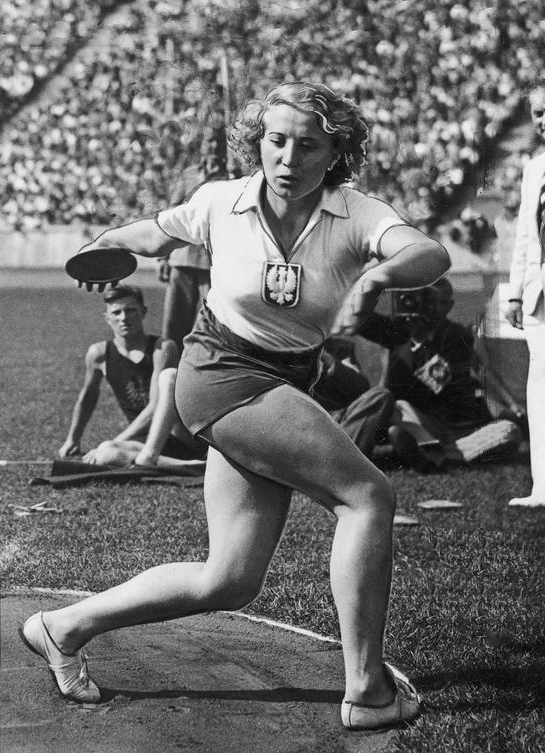
Jadwiga Wajsówna

Rzut dyskiem kobiet był jedną z konkurencji rozgrywanych podczas III Mistrzostw Europy w Oslo. Kwalifikacje i finał zostały rozegrane w piątek, 23 sierpnia 1946 roku. Zwyciężczynią tej konkurencji została reprezentantka ZSRR Nina Dumbadze. W rywalizacji wzięło udział dziewięć zawodniczek z sześciu reprezentacji.

## Rekordy
| Rekord świata     | Nina Dumbadze (SUN)     | 49,88 | Moskwa, ZSRR       | 14.08.1944 |
| Rekord świata     | Gisela Mauermayer (GER) | 48,31 | Berlin, Niemcy     | 11.07.1936 |
| Rekord Europy     | Nina Dumbadze (SUN)     | 49,88 | Moskwa, ZSRR       | 14.08.1944 |
| Rekord Europy     | Gisela Mauermayer (GER) | 48,31 | Berlin, Niemcy     | 11.07.1936 |
| Rekord mistrzostw | Gisela Mauermayer (GER) | 44,88 | Wiedeń, III Rzesza | 18.09.1938 |

## Wyniki

### Kwalifikacje
| Miejsce | Zawodniczka          | Wynik | Uwagi |
| ------- | -------------------- | ----- | ----- |
| 1       | Nina Dumbadze        | 44,80 | CR, Q |
| 2       | Jadwiga Wajsówna     | 39,96 | Q     |
| 3       | Tatjana Siewriukowa  | 38,55 | Q     |
| 4       | Ans Niesink          | 37,48 | Q     |
| 5       | Gudrun Eklund        | 36,55 | Q     |
| 6       | Helena Stachowicz    | 32,92 | Q     |
| 7       | Irena Dobrzańska     | 31,37 | Q     |
| 8       | Kathleen Dyer-Tilley | 28,60 | Q     |
| –       | Edera Cordiale       | NM    |       |

### Finał
| Miejsce | Zawodniczka          | Wynik |
| ------- | -------------------- | ----- |
| 1       | Nina Dumbadze        | 44,52 |
| 2       | Ans Niesink          | 40,46 |
| 3       | Jadwiga Wajsówna     | 39,37 |
| 4       | Gudrun Eklund        | 36,90 |
| 5       | Irena Dobrzańska     | 36,30 |
| 6       | Tatjana Siewriukowa  | 34,05 |
| 7       | Helena Stachowicz    | 31,81 |
| 8       | Kathleen Dyer-Tilley | 31,34 |